# Xã đặc quyền Huron, Michigan
Xã Huron (tiếng Anh: Huron Township) là một xã thuộc quận Wayne, tiểu bang Michigan, Hoa Kỳ. Năm 2010, dân số của xã này là 15.879 người.